# Cepheidae
Cepheidae es una familia de medusas.

## Lista de géneros
Según el ITIS:
- Cephea Péron et Lesueur, 1809
- Cotylorhiza L. Agassiz, 1862
- Netrostoma L. S. Schultze, 1898
- Polyrhiza L. Agassiz, 1862